# Calum Jarvis
Calum George Jarvis MBE (* 12. Mai 1992 in Ystrad, Rhondda Cynon Taf, Wales) ist ein ehemaliger britischer Schwimmer. Er gewann eine Goldmedaille bei Olympischen Spielen, zwei Goldmedaillen bei Weltmeisterschaften und zwei Goldmedaillen sowie eine Silbermedaille bei Europameisterschaften.

## Sportliche Karriere
Der zunächst für Plymouth Leander schwimmende Jarvis begann seine internationale Karriere im Schwimm-Weltcup 2009. 2010 wurde er bei den Junioren-Europameisterschaften Neunter über 200 Meter Rücken. Er nahm an den Kurzbahneuropameisterschaften 2012 teil, erreichte aber weder in Einzelwettbewerben noch mit Staffeln den Endlauf. 2014 bei den Commonwealth Games in Glasgow wurde Jarvis über 200 Meter Freistil Dritter hinter den Australiern Thomas Fraser-Holmes und Cameron McEvoy. Mit den Waliser Staffeln belegte er jeweils den sechsten Platz.
Bei den Weltmeisterschaften 2015 in Kasan schied Jarvis im Halbfinale über 200 Meter Freistil aus. Die britische 4-mal-200-Meter-Freistilstaffel mit Duncan Scott, Daniel Wallace, Nicholas Grainger und Robert Renwick erreichte das Finale mit der drittschnellsten Vorlaufzeit. Im Endlauf waren Daniel Wallace, Robert Renwick, Calum Jarvis und James Guy fast fünf Sekunden schneller als die Vorlaufstaffel und gewannen den Titel vor den Staffeln aus den Vereinigten Staaten und Australien. Nachdem er 2016 die Olympiaqualifikation verpasst hatte, kehrte Jarvis 2017 ins britische Team zurück. Bei den Weltmeisterschaften in Budapest schwammen Stephen Milne, Nicholas Grainger, Calum Jarvis und Duncan Scott die zweitschnellste Vorlaufzeit. Im Finale siegten Stephen Milne, Nicholas Grainger, Duncan Scott und James Guy. Für seinen Vorlaufeinsatz erhielt auch Jarvis eine Goldmedaille. 2018 bei den Commonwealth Games in Gold Coast wurde Jarvis Fünfter über 200 Meter Freistil und Siebter über 100 Meter Schmetterling. Staffeln aus Wales waren nicht nach Australien gereist. Bei den Europameisterschaften in Glasgow schwamm die britische 4-mal-200-Meter-Freistilstaffel mit Calum Jarvis, Tom Dean, Cameron Curle und Stephen Milne die zweitschnellste Vorlaufzeit. Im Endlauf siegten Calum Jarvis, Duncan Scott, Tom Dean und James Guy und waren sechs Sekunden schneller als die Vorlaufstaffel.
2019 bei den Weltmeisterschaften in Gwangju wurde die britische 4-mal-200-Meter-Freistilstaffel mit Duncan Scott, Calum Jarvis, Tom Dean und James Guy Fünfte mit 0,06 Sekunden Rückstand auf die Bronzemedaille. 2020 fanden wegen der COVID-19-Pandemie keine internationalen Meisterschaften statt. Im Mai 2021 bei den eigentlich für 2020 geplanten Europameisterschaften in Budapest gewann die 4-mal-200-Meter-Mixed-Freistilstaffel mit Tom Dean, James Guy, Abbie Wood und Freya Anderson den Titel. Für ihren Vorlaufeinsatz erhielten auch Calum Jarvis, Joe Litchfield und Lucy Hope eine Goldmedaille. In der 4-mal-200-Meter-Männer-Freistilstaffel siegten die Russen im Endlauf vor Tom Dean, Matthew Richards, James Guy und Duncan Scott. Calum Jarvis und Max Litchfield waren im Vorlauf geschwommen und erhielten ebenfalls Silber. Zwei Monate später begannen die ebenfalls aus dem Jahr 2020 verschobenen Olympischen Spiele in Tokio. Matthew Richards, James Guy, Calum Jarvis und Tom Dean erreichten mit der schnellsten Vorlaufzeit das Finale der 4-mal-200-Meter Freistilstaffeln. Im Endlauf schwammen Tom Dean, James Guy, Matthew Richards und Duncan Scott fast fünf Sekunden schneller als die Vorlaufbestzeit und siegten mit neuem Europarekord von 6:58,58 Minuten. Sie hatten dabei über drei Sekunden Vorsprung vor den Russen und den Australiern, zwischen denen nur 0,03 Sekunden lagen. Matthew Richards und Calum Jarvis waren die ersten Schwimmolympiasieger aus Wales seit Irene Steer im Jahr 1912. Von Ende Juli bis Anfang August 2022 fanden in Birmingham die Commonwealth Games statt. Jarvis belegte den siebten Platz über 200 Meter Freistil und wurde mit den beiden Waliser Freistilstaffeln Vierter. Nach den Commonwealth Games beendete Jarvis seine Laufbahn als Leistungssportler.
Calum Jarvis ist mit der Schwimmerin Jemma Lowe verheiratet. Er hat ein Sportstudium an der University of Bath abgeschlossen. Während seiner Karriere trainierte er in Bath bei David McNulty.